# Maria Albareda Vidal
Maria Albareda Vidal   (Sabadell, 31 de març de 1919 - Santa Coloma de Queralt, 26 d'octubre de 2007) va ser una escriptora catalana que visqué gran part de la seva vida a Santa Coloma de Queralt. El seu pare, Ramon Albareda i Masip, va ser alcalde de Sabadell des del 15 d'octubre de 1939 fins al 31 de maig de 1940.
Des de 1934, Albareda va escriure de manera continuada en publicacions locals i comarcals, sobretot en el Diari de Sabadell, Igualada, la Revista de Badalona i La Veu de l'Anoia i La Segarra. En aquesta última publicació, forma part del Consell de Redacció de la revista.
Albareda va obtenir múltiples premis literaris: el Premi dels Jocs Florals de Bellatera (1953), Premis als Jocs Florals de la plaça Llana (anys 1958, 1965 i 1970) i, el més important, el premi Narcís Oller als Jocs Florals de Barcelona de 1973 per l'obra Les «cosetes» de la senyora Elvireta. També participa en l'edició del llibre Antologia: trenta-set autors sabadellencs actuals (1956).
En paral·lel, també es va dedicar a recollir les particularitats del parlar de Santa Coloma de Queralt. El 21 d'octubre de 1973, presenta la comunicació "Grafia i filologia pròpies de la vila" a la XVII Assemblea Intercomarcal d'Estudiosos celebrada a Santa Coloma de Queralt. Un any més tard (1974), la Fundació Salvador Vives Casajuana li concedeix un accèssit al Premi Pere Labernia pel treball "Grafia i filologia pròpia de la Vila de Santa Coloma de Queralt".